# アークティックターン
アークティックターン (Arctic Tern) は、アメリカで生まれ、おもにフランスで活躍した競走馬及び種牡馬である。凱旋門賞やダービーステークスを制覇し、タイムフォーム誌によるレイティングでは当時史上最高の145ポンドが与えられたシーバードの産駒であり、ガネー賞などに優勝し、産駒ベーリングの活躍により仏リーディングサイアーに輝いた。

## 出自
父は上述のとおり歴史的名馬(詳細についてはシーバードを参照されたい。)であり、母は2戦して未勝利ながら近親にはノーザンダンサー、ヘイロー、デインヒル、マキャベリアン、バゴがいる名牝アルマームード系に属し、母の父は1953年米2歳馬チャンピオンのヘイスティロードである。
馬名はキョクアジサシを意味し、父シーバードからの連想であると考えられる。アルマームードと同じくヘンリー・ナイトによりアメリカで生産され、父と同じようにフランスで競走馬として活躍した。

## 競走成績
同期にはユース (Youth)、エクセラー (Exceller)らがおり、3歳時は善戦はあったもののG1級のレースでは勝てなかったが、4歳時にガネー賞を制した。

### 1975年 (2歳時)
- トーマスブライアン賞 (1500m)

### 1976年 (3歳時)
- フォンテーヌブロー賞(1600m)
- リュパン賞 (2100m)　2着
- ニエル賞 (2200m) 2着

### 1977年 (4歳時)
- ガネー賞 (2100m)
- エクリプスステークス (10f) 3着
- ドラール賞 (1950m) 2着
- アルクール賞 (2000m) 3着

## 種牡馬成績

### 主な産駒
- Bering (GB,1983,栗毛) - 1986年 ジョッケクルブ賞
- Escaline (FR,1980,栗毛) - 1983年 ディアヌ賞
- Harbour (FR,1979,栗毛) - 1982年 ディアヌ賞
- Intimiste (USA,1987,栗毛,母バブルカンパニー) - 1989年 クリテリウムドサンクルー
- Garden of Heaven (USA,1989,栗毛) - 1992年 コンセイユドパリ賞
- Assisi del Santo (FR,1983,鹿毛) - 1986年 伊 キウスーラ賞
- Ti King (FR,1981,栗毛) - 1984 ドーヴィル大賞
- Angela Serra (GB,1980,栗毛) - 1983年 伊 レニャーノ賞
- Khairpour (IRE,1979,芦毛) - 1984年 ハードウィックステークス
- Glacial Storm (USA,1985,鹿毛) - 1988年 ダービーステークス 2着
- Love of Silver (USA,1990,栗毛) - 1992年 英 プレスティージステークス
- Beggarman Thief (USA,1990,黒鹿毛,母Rascal Rascal) - 1992年 英 ホーリスヒルステークス
- Freewheel (USA,1989,栗毛) - 1994年 ビウィッチステークス
- Artic Envoy (USA,1986,栗毛) - 1990年 伊 エリントン賞
- Heretic(1985,鹿毛) - 1987年 北米 ナタルマステークス
- Antartica (FR,1982,栗毛) - 1984年 レゼルヴォワール賞
- Polly's Ark (FR,1981,鹿毛) - 1983年トーマスブライアン賞

## 血統表
| アークティックターンの血統（ネイティヴダンサー系 /Discovery M4×S5=9.38%） | アークティックターンの血統（ネイティヴダンサー系 /Discovery M4×S5=9.38%） | アークティックターンの血統（ネイティヴダンサー系 /Discovery M4×S5=9.38%） | （血統表の出典）  | （血統表の出典） |
| 父 Sea-Bird II 1962 栗毛 フランス                                         | 父の父Dan Cupid 1956 栗毛 アメリカ                                        | Native Dancer                                                             | Polynesian        | Polynesian       |
| 父 Sea-Bird II 1962 栗毛 フランス                                         | 父の父Dan Cupid 1956 栗毛 アメリカ                                        | Native Dancer                                                             | Geisha            |                  |
| 父 Sea-Bird II 1962 栗毛 フランス                                         | 父の父Dan Cupid 1956 栗毛 アメリカ                                        | Vixenette                                                                 | Sickle            | Sickle           |
| 父 Sea-Bird II 1962 栗毛 フランス                                         | 父の父Dan Cupid 1956 栗毛 アメリカ                                        | Vixenette                                                                 | Lady Reynard      |                  |
| 父 Sea-Bird II 1962 栗毛 フランス                                         | 父の母Sicalade 1956 鹿毛 フランス                                         | Sicambre                                                                  | Prince Bio        | Prince Bio       |
| 父 Sea-Bird II 1962 栗毛 フランス                                         | 父の母Sicalade 1956 鹿毛 フランス                                         | Sicambre                                                                  | Sif               |                  |
| 父 Sea-Bird II 1962 栗毛 フランス                                         | 父の母Sicalade 1956 鹿毛 フランス                                         | Marmelade                                                                 | Maurepas          | Maurepas         |
| 父 Sea-Bird II 1962 栗毛 フランス                                         | 父の母Sicalade 1956 鹿毛 フランス                                         | Marmelade                                                                 | Couleur           |                  |
| 母 Bubbling Beauty 1961 栗毛 アメリカ                                     | 母の父Hasty Road 1951 鹿毛 アメリカ                                       | Roman                                                                     | Sir Gallahad      | Sir Gallahad     |
| 母 Bubbling Beauty 1961 栗毛 アメリカ                                     | 母の父Hasty Road 1951 鹿毛 アメリカ                                       | Roman                                                                     | Buckup            |                  |
| 母 Bubbling Beauty 1961 栗毛 アメリカ                                     | 母の父Hasty Road 1951 鹿毛 アメリカ                                       | Traffic Court                                                             | Discovery         | Discovery        |
| 母 Bubbling Beauty 1961 栗毛 アメリカ                                     | 母の父Hasty Road 1951 鹿毛 アメリカ                                       | Traffic Court                                                             | Traffic           |                  |
| 母 Bubbling Beauty 1961 栗毛 アメリカ                                     | 母の母Almahmoud 1947 栗毛 アメリカ                                        | Mahmoud                                                                   | Blenheim          | Blenheim         |
| 母 Bubbling Beauty 1961 栗毛 アメリカ                                     | 母の母Almahmoud 1947 栗毛 アメリカ                                        | Mahmoud                                                                   | Mah Mahal         |                  |
| 母 Bubbling Beauty 1961 栗毛 アメリカ                                     | 母の母Almahmoud 1947 栗毛 アメリカ                                        | Arbitrator                                                                | Peace Change      | Peace Change     |
| 母 Bubbling Beauty 1961 栗毛 アメリカ                                     | 母の母Almahmoud 1947 栗毛 アメリカ                                        | Arbitrator                                                                | Mother Goose(2-d) |                  |

父シーバードにSickle 3×5